# Jonathan Sloane
Jonathan Sloane (* November 1785 in Pelham, Hampshire County, Massachusetts; † 25. April 1854 in Ravenna, Ohio) war ein US-amerikanischer Politiker. Zwischen 1833 und 1837 vertrat er den Bundesstaat Ohio im US-Repräsentantenhaus.

## Werdegang
Jonathan Sloane besuchte vorbereitende Schulen. Im Jahr 1812 absolvierte er das Williams College in Williamstown. Nach einem anschließenden Jurastudium und seiner 1816 erfolgten Zulassung als Rechtsanwalt begann er in Ravenna in diesem Beruf zu arbeiten. Außerdem war er als Landverkäufer im privaten Auftrag tätig. Im Jahr 1819 wurde er Staatsanwalt im Portage County. Gleichzeitig schlug er eine politische Laufbahn ein. Zwischen 1820 und 1822 saß er als Abgeordneter im Repräsentantenhaus von Ohio; in den Jahren 1826 und 1827 gehörte er dem Staatssenat an.
Bei den Kongresswahlen des Jahres 1832 wurde Sloane als Kandidat der Anti-Masonic Party im damals neu eingerichteten 15. Wahlbezirk von Ohio in das US-Repräsentantenhaus in Washington, D.C. gewählt, wo er am 4. März 1833 sein neues Mandat antrat. Nach einer Wiederwahl konnte er bis zum 3. März 1837 zwei Legislaturperioden im Kongress absolvieren. Seit dem Amtsantritt von Präsident Andrew Jackson im Jahr 1829 wurde innerhalb und außerhalb des Kongresses heftig über dessen Politik diskutiert. Dabei ging es um die umstrittene Durchsetzung des Indian Removal Act, den Konflikt mit dem Staat South Carolina, der in der Nullifikationskrise gipfelte, und die Bankenpolitik des Präsidenten.
Im Jahr 1836 verzichtete Jonathan Sloane auf eine weitere Kandidatur. In der Folge zog er sich aus gesundheitlichen Gründen in den Ruhestand zurück. Er starb am 25. April 1854 in Ravenna.